# Orologio elettrico

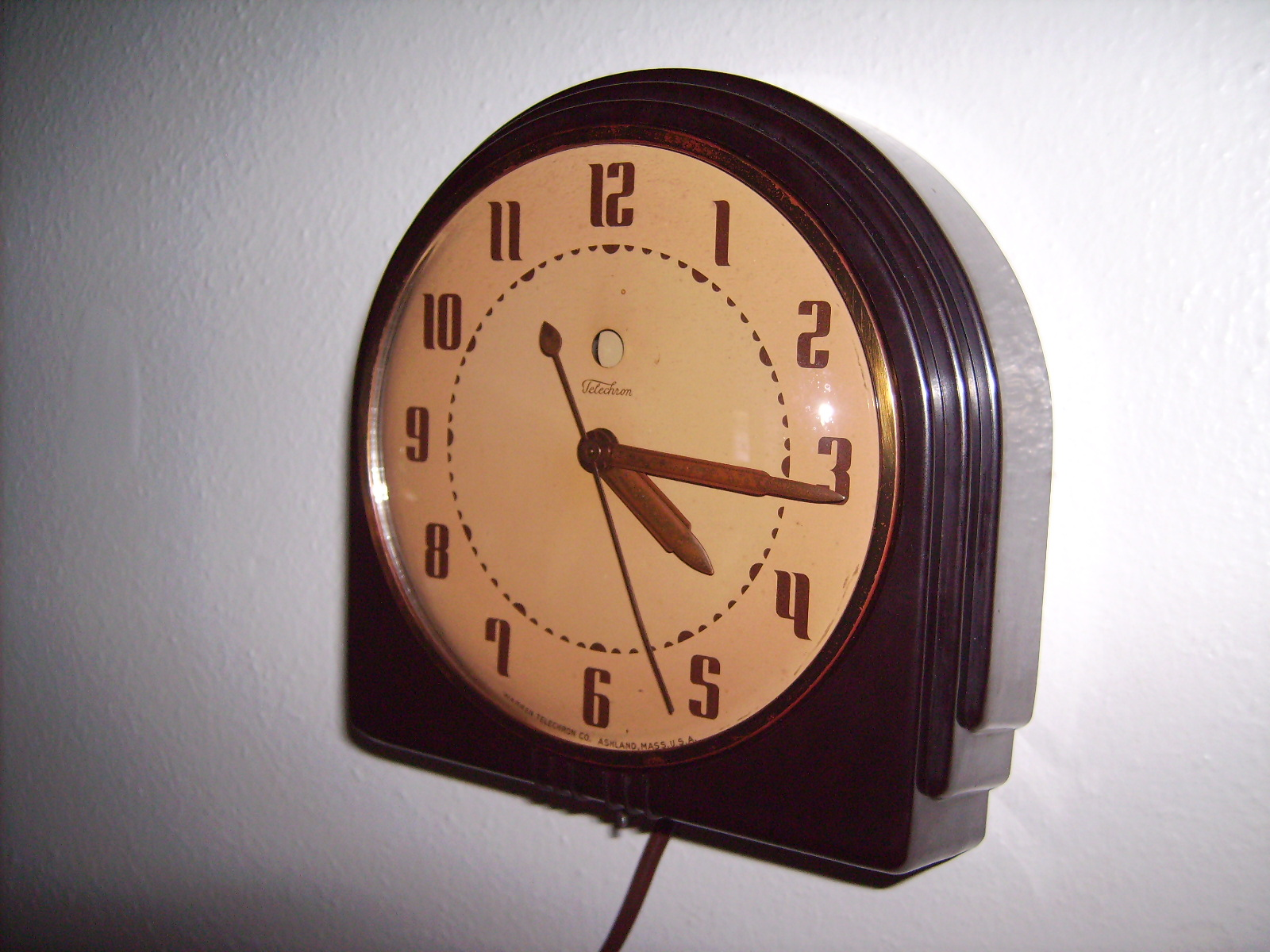
Orologio elettrico sincrono Telechron prodotto intorno al 1940, anno in cui esso divenne il tipo di orologio più comune negli Stati Uniti

Un orologio elettrico è un tipo di orologio alimentato da una corrente elettrica. 

## Storia
L'orologio elettrico è stato inventato nella prima metà del XIX secolo.
Nel 1820, André-Marie Ampére inventò l'elettromagnete e propose lo studio per l'elettromagnetismo (gli effetti magnetici della corrente elettrica). Questa proprietà viene utilizzata in motori elettrici, altoparlanti, dispositivi di registrazione come videoregistratori, registratori a nastro, eccetera.
Vent'anni dopo, l'orologiaio scozzese Alexander Bain realizzò il primo orologio elettrico. L'energia è fornita da una batteria che alimenta un elettromagnete che fa oscillare un pendolo. Immagina anche che un orologio centrale possa inviare segnali elettrici per sincronizzare molti altri orologi. Quest'idea fu realizzata da Louis-Clément Breguet nel 1856, che installò a Lione un sistema in grado di azionare 76 quadranti, alloggiati nelle lanterne dell'illuminazione pubblica e collegati tra loro da una rete di fili elettrici. L'orologio principale, alimentato da una batteria elettrica, è collegato a un regolatore che invia una corrente inversa ogni minuto attraverso il conduttore per garantire che tutti i quadranti visualizzano la stessa ora.
Intorno al 1900, iniziò a diffondersi l'elettricità (creazione di reti elettriche). Diventa possibile l'uso domestico degli orologi elettrici. I primi pratici orologi elettrici vennero realizzati nel 1918 da Henry Elis Warren, un elettricista statunitense. Funzionano con un motore sincrono controllato dalla frequenza stabilizzata della rete elettrica alternativa. Lo stesso Warren riuscì a convincere gli altri elettricisti a offrire la distribuzione del tempo come servizio che dopo il basso (ma costante) consumo di orologi divenne misurabile. Il basso investimento richiesto per garantire un'elevata stabilità è largamente compensato dal consumo aggiuntivo generato dalla moltiplicazione degli orologi.
Negli anni cinquanta il progresso tecnico ha permesso lo sviluppo degli orologi elettrici. Lo sviluppo degli orologi al quarzo negli anni settanta ha reso questa tecnica obsoleta.

## I principi
Il pendolo chiude il contratto di platino al momento zero dell'oscillazione, che eccitata la bobina e dà un leggero impulso a un magnete che si trova nella parte inferiore dell'asta. L'oscillazione del bilanciere consente a un nottolino posto sulla sua sommità di agire su un cricchetto che fa avanzare il movimento.
La precisione di questo movimento è nettamente superiore a quella di un orologio meccanico, a patto ovviamente che il contatto funzioni perfettamente.